# Wilhelm Kämmerer
Wilhelm Kämmerer (Büdingen, 23 de julho de 1905 — Jena, 15 de agosto de 1994) foi um engenheiro alemão. Foi pioneiro da computação da Alemanha Oriental.